# فيلينيوف لوبيت
فيلينيوف لوبيت (بالفرنسية: Villeneuve-Loubet)‏ هي بلدية فرنسية تقع في إقليم الألب البحرية من منطقة بروفنس ألب كوت دازور في جنوب شرق فرنسا. تبلغ مساحة هذه المدينة 19.6 (كم²)، وترتفع عن سطح البحر م، يبلغ عدد سكانها 14427 نسمة حسب إحصاء المعهد الوطني للإحصاء والدراسات الاقتصادية سنة 2009 م. وترأس Richard Camou البلدية خلال فترة (2008-2014).

## توأمة
لفيلينيوف لوبيت اتفاقيات توأمة مع:
- فورليمبوبولي

## وصلات خارجية
- صفحة البلدية على موقع المعهد الوطني للإحصاء والدراسات الاقتصادية